# Manuel Ortlechner
Manuel Ortlechner (* 4. März 1980 in Ried im Innkreis) ist ein ehemaliger österreichischer Fußballspieler und nunmehriger Sportdirektor des FK Austria Wien. Bei diesem Verein spielte der Verteidiger seit 2009 bis zum Ende der Saison 2014/15 und beendete dort seine aktive Karriere.

## Karriere
Im Alter von sechs Jahren begann Ortlechner bei seinem Heimatklub TSV Ort in Oberösterreich seine Karriere. Im Jahr 1996 wechselte er zur SV Ried. Zunächst bei den Junioren und in der zweiten Mannschaft eingesetzt, schaffte der Verteidiger 2000 den Durchbruch in der Bundesliga. Auch nach dem Abstieg 2003 blieb Manuel Ortlechner den Innviertlern vorerst treu. 2004 wechselte er zurück in die Bundesliga und schloss sich dem ASKÖ Pasching an, wo er auf der linken Außenbahn spielte. Mit dem Verein nahm er 2006/07 am UEFA-Cup teil, in dem man aber bereits in der ersten Runde ausschied. Nach dem Lizenzverkauf der Paschinger an den SK Austria Kärnten 2007 spielte Ortlechner bei diesem in Klagenfurt.
Nach zwei Jahren bei den Kärntnern wechselte er 2009 zum FK Austria Wien, mit dem er in seiner ersten Saison die Vizemeisterschaft erreichte. 2013, nach vier Jahren bei den Violetten, gewann Ortlechner seine erste Meisterschaft mit der Austria. Mit den „Veilchen“ nahm er bislang dreimal an der Europa League teil, in der der Verein auch zweimal in die Gruppenphase einzog. Im Herbst 2013 erreichte die Austria die Gruppenphase der UEFA Champions League 2013/14, Ortlechner wurde in der zweiten Runde der Gruppenphase ins Team der Runde gewählt.
Mit dem Ende der Saison 2014/15 beendete er seine Bundesligakarriere und unterschrieb einen bis Sommer 2017 laufenden Vertrag für die Austria-Amateure in der Regionalliga Ost. Gleichzeitig übernahm er auch für 6 Monate den Posten als Trainerassistent der U14 Nachwuchsmannschaft.
Er gab sein Karriereende einige Tage vor der 35. Runde der Saison 2016/17 in der tipico Bundesliga bekannt und wurde am 25. Mai 2016 vor Spielanpfiff von seiner ehemaligen Mannschaft gegen Red Bull Salzburg offiziell verabschiedet.
Nach dem Beenden seiner aktiven Karriere wurde er Projektleiter des Bildungsprogrammes „Violafit“ von Austria Wien. Mit Beginn der Saison 2018/19 wurde er für den Pay-TV-Sender Sky Österreich als Experte tätig. 2018 wurde er Vizepräsident des Wiener Start-Up Unternehmens und Fußballnetzwerks „Playerhunter“.
Seit Ende Mai 2021 ist Ortlechner zurück in seiner alten Wirkungsstätte und als Sportdirektor beim FK Austria Wien tätig.

## Nationalmannschaft
In seiner Jugend spielte Ortlechner zweimal für die österreichische U-18-Nationalmannschaft. In der U-21-Nationalmannschaft kam er neunmal zum Einsatz.
Unter ÖFB-Teamchef Josef Hickersberger gab Ortlechner am 6. September 2006 im Spiel gegen Venezuela sein Debüt in der A-Nationalmannschaft. Zu einem weiteren Einsatz kam er allerdings erst drei Jahre später unter Dietmar Constantini im Spiel der Qualifikation zur WM 2010 gegen Rumänien. Bislang wurde er in neun Spielen der Nationalmannschaft eingesetzt.

## Erfolge
- Österreichischer Meister 2013

## Privates
Seit 2013 ist er mit seiner langjährigen Partnerin Kerstin Ortlechner, einer Dermatologin, verheiratet.